# Canton de Saint-Sauveur-Lendelin
Le canton de Saint-Sauveur-Lendelin est une ancienne division administrative française, située dans le département de la Manche et la région Basse-Normandie.

## Histoire
De 1833 à 1848, les cantons de Périers et de Saint-Sauveur-Lendelin avaient le même conseiller général. Le nombre de conseillers généraux était limité à trente par département.

## Représentation

### Conseillers généraux de 1833 à 2015
| Période | Période          | Identité                           | Étiquette                  | Qualité                                                                                        |
| ------- | ---------------- | ---------------------------------- | -------------------------- | ---------------------------------------------------------------------------------------------- |
| 1833    | 1837 (démission) | Jacques-Pierre Avril               | Conservateur (tiers parti) | Juge de paix, député (1834-1837)                                                               |
| 1837    | 1848             | Jean Robin-Prévallée               |                            | Médecin, conseiller municipal de Périers                                                       |
| 1848    | 1870             | Georges Ferrand de la Conté        |                            | Maire de Saint-Sauveur-Lendelin                                                                |
| 1871    | 1881 (décès)     | Comte Jules d'Auxais               | Monarchiste                | Propriétaire du château et maire de Saint-Aubin-du-Perron, député (1871), sénateur (1876-1879) |
| 1881    | 1901             | Édouard Lemaître                   | Républicain                | Médecin, maire de Saint-Sauveur-Lendelin                                                       |
| 1901    | 1907 (décès)     | Pierre Fauny                       |                            | Médecin, maire de Saint-Michel-de-la-Pierre                                                    |
| 1907    | 1913             | Georges Ferrand Daules de la Conté | Conservateur               | Maire de Saint-Sauveur-Lendelin                                                                |
| 1913    | 1936 (décès)     | Jules Campain                      | URD                        | Agriculteur, maire du Mesnilbus                                                                |
| 1936    | 1940             | Émile Lerquemain                   | URD                        | Notaire à Saint-Sauveur-Lendelin                                                               |
|         |                  |                                    |                            |                                                                                                |
| 1945    | 1991             | Maurice Langevin                   | DVD                        | Notaire, maire de Saint-Sauveur-Lendelin, conseiller régional (1974-1986)                      |
| 1994    | 2015             | Gérard Coulon                      | DVD                        | Chef d'entreprise, maire-adjoint de La Ronde-Haye, vice-président du conseil général           |

### Conseillers d'arrondissement (de 1833 à 1940)
| Période                                  | Période      | Identité                            | Étiquette | Qualité |
| ---------------------------------------- | ------------ | ----------------------------------- | --------- | --- |
| 1833                                     | 1848         | Jean Baptiste Le Loutre (1783-1852) |           | Juge de paix à Saint-Sauveur-Lendelin, propriétaire à Vaudrimesnil                                          |
|                                          |              |                                     |           | |
|                                          | 1891 (décès) | Eugène Armand Toulorge (1831-1891)  |           | Propriétaire à Muneville-le-Bingard                                                                         |
|                                          |              |                                     |           | |
| 1919                                     | 1922         | Alexandre Ozouf                     |           | Maire du Lorey                                                                                              |
| 1922                                     | 1940         | Pierre Salmon                       |           | Maire de Saint-Sauveur-Lendelin                                                                             |
| 1940                                     |              |                                     |           | Les conseils d'arrondissement ont été suspendus par la loi du 12 octobre 1940 et n'ont jamais été réactivés |
| Les données manquantes sont à compléter. |              |                                     |           | |

Le canton participe à l'élection du député de la troisième circonscription de la Manche, avant et après le redécoupage des circonscriptions pour 2012.

## Composition

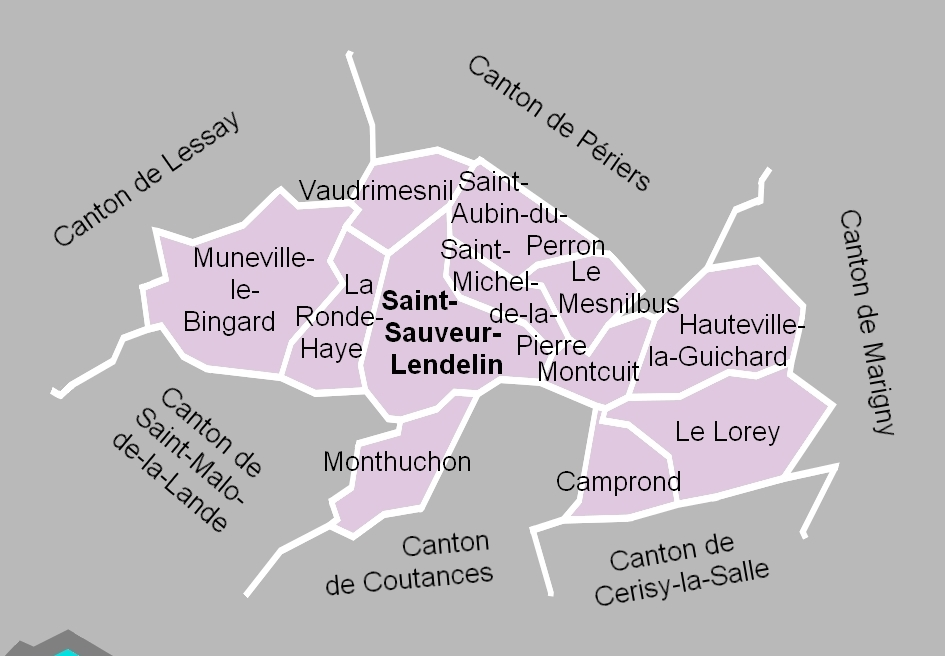
La carte des communes du canton. Les cantons limitrophes étaient ceux de Lessay, de Périers, de Marigny, de Cerisy-la-Salle, de Coutances et de Saint-Malo-de-la-Lande.

Le canton de Saint-Sauveur-Lendelin comptait 6 248 habitants en 2012 (population municipale et regroupait douze communes :
- Camprond ;
- Hauteville-la-Guichard ;
- Le Lorey ;
- Le Mesnilbus ;
- Montcuit ;
- Monthuchon ;
- Muneville-le-Bingard ;
- La Ronde-Haye ;
- Saint-Aubin-du-Perron ;
- Saint-Michel-de-la-Pierre ;
- Saint-Sauveur-Lendelin ;
- Vaudrimesnil.

À la suite du redécoupage des cantons pour 2015, les communes de Hauteville-la-Guichard, Le Mesnilbus, Montcuit, Muneville-le-Bingard, La Ronde-Haye, Saint-Aubin-du-Perron, Saint-Michel-de-la-Pierre, Saint-Sauveur-Lendelin et Vaudrimesnil sont rattachées au canton d'Agon-Coutainville, les communes de Camprond et Monthuchon à celui de Coutances et la commune du Lorey à celui de celui de Saint-Lô-1.

### Changements de territoires communaux
Contrairement à beaucoup d'autres cantons, le canton de Saint-Sauveur-Lendelin n'incluait aucune commune supprimée depuis la création des communes sous la Révolution. Le seul changement notable de territoire communal est la création de la commune du Mesnilbus par prélèvement sur le territoire de Saint-Aubin-du-Perron en 1823.

## Démographie
| 1962  | 1968  | 1975  | 1982  | 1990  | 1999  | 2006  | 2011  | 2012  |
| ----- | ----- | ----- | ----- | ----- | ----- | ----- | ----- | ----- |
| 5 815 | 5 586 | 5 088 | 4 983 | 5 004 | 5 201 | 5 757 | 6 173 | 6 248 |